# Facial feedback-teorin
Enligt facial feedback-teorin påverkar ansiktsmusklerna våra känslor. Charles Darwin påpekade detta redan 1872 och betonade att de emotionella uttrycken var produkter av en evolutionär utveckling och har utvecklats för att de ökar överlevnadschanserna. Strack, Martin och Stepper (1988) genomförde en studie där ansiktsmusklernas position manipulerades med hjälp av en penna. I den ena betingelsen fick deltagarna i studien ha en penna mellan tänderna vilket ledde till att de muskler som används vid ett leende spänns. I den andra betingelsen försöksdeltagarna ha en penna mellan läpparna vilket gör det mer eller mindre omöjligt att spänna de muskler man använder vid ett leende. Därefter fick de olika grupperna bedöma skämtteckningar. Det visade sig då att de som fick hålla pennan mellan tänderna bedömde skämtteckningarna som roligare än de som fick hålla pennan mellan läpparna. I en senare studie av Andréasson och Dimberg (2008) visade det sig att personer med hög och låg empati reagerade på olika sätt när deras ansiktsmuskler manipulerades. Personer låg emotionell empati reagerade tvärt emot jämfört med vad som förväntas enligt facial feedback teorin och personer med hög emotionell empati tenderade att reagera i enlighet med facial feedback teorin. Detta tolkas som att det finns ett samband mellan graden av emotionell empati och effekter av facial feedback.